# Prigorodnyj
Prigorodnyj (in lingua russa Пригородный) è una città situata in Russia, nell'Oblast' di Arcangelo, più precisamente nel Kargopol'skij rajon.